# 宮武紗里
宮武 紗里（みやたけ さり、1993年6月10日 - ）は、元東海テレビ放送のアナウンサーである。

## 経歴
三重県桑名市出身。三重県立桑名西高等学校、横浜市立大学卒業。大学時代には、1年生の時からアナウンサースクールに通っていた。また、BS朝日の学生キャスターや、横浜コミュニティ放送 (FM salus) のラジオ番組『なでしこラジオ』でアシスタントを務めていた。
大学卒業後、2016年4月に東海テレビに入社。同期は森夏美。
2020年12月末をもって、東海テレビを退社。

## 過去の担当番組

### 学生時代
- なでしこラジオ（FM salus、アシスタント）

### 東海テレビ
- みんなのニュース One （2016年10月 -　2018年3月 、リポーター）
- 中日新聞テレビ日曜夕刊（2018年4月1日 - 2019年3月31日、キャスター）
- ニュースOne（不定期、リポーター）
- ドラHOTプラス（2018年3月31日 - 2020年12月19日、MC）
- SKE48は君と歌いたい（2019年7月2日 - 2020年12月22日、ナレーター）
- スイッチ! （2016年10月3日 - 2018年3月27日、中継リポーター、2019年4月 -2020年12月 ナレーション）